# Omnibus (Peyo)
Meester Omnibus of Homnibus is een personage uit de stripreeks Johan en Pirrewiet en diens spin-off De Smurfen. Hij trad voor het eerst op in het verhaal Het raadsel van de maansteen uit 1955.

## Beschrijving
Omnibus is een oude, wijze en vriendelijke magiër met een lange, witte baard en een blauw gewaad en keppeltje. Hij is een goede vriend van Grote Smurf, die dikwijls naar hem toe gaat om te schaken of om ideeën uit te wisselen.
Omnibus woont samen met zijn knecht Olivier in de Blauwe Kei, een gehucht bij Avegoor.

## Tekenfilms
Voor de tekenfilmserie werd zijn Nederlandse stem ingesproken door Ger Smit en Paul van Gorcum. Hij verscheen ook in de film De fluit met de zes smurfen.